# 구례군 (선거구)
구례군은 대한민국의 옛 국회의원 선거구이다. 당시 전라남도 구례군 지역을 관할했다.

## 역사
제헌 국회의원 선거를 앞두고 구례군 전 지역을 관할하는 선거구로 신설되었다.
제6대 국회의원 선거를 앞두고 광양군 선거구와 통합되어 구례군·광양군 선거구를 이루게 됨에 따라 폐지되었다.

## 역대 국회의원
| 선거   | 정당 | 정당       | 의원   |
| ------ | ---- | ---------- | ------ |
| 1948년 |      | 한국민주당 | 김종선 |
| 1950년 |      | 민주국민당 | 이판열 |
| 1952년 |      | 자유당     | 이한창 |
| 1954년 |      | 무소속     | 이갑식 |
| 1958년 |      | 자유당     | 이갑식 |
| 1960년 |      | 민주당     | 고기봉 |

## 역대 선거 결과

### 대한민국 제헌 국회의원 선거
|  | 72.67% |

|  | 27.32% |

### 대한민국 제2대 국회의원 선거
|  | 61.73% |

|  | 12.58% |

|  | 10.78% |

|  | 10.55% |

|  | 3.69% |

|  | 0.65% |

### 1952년 대한민국 재보궐선거
이판열 의원의 사망으로 인해 치러진 1952년 대한민국 재보궐선거에서 자유당 이한창 후보가 당선되었다.

### 대한민국 제3대 국회의원 선거
|  | 53.01% |

|  | 44.99% |

|  | 1.99% |

### 대한민국 제4대 국회의원 선거
|  | 61.91% |

|  | 23.46% |

|  | 14.62% |

### 대한민국 제5대 국회의원 선거
|  | 51.75% |

|  | 29.96% |

|  | 12.24% |

|  | 6.03% |